# Салманасар I
Салманаса́р I (Шульману-ашаред) — царь Ассирии приблизительно в 1274—1244 годах до н. э. Сын и преемник Адад-нирари I.

## Биография
В самом начале своего правления (то есть в год смерти своего предшественника) Салманасар I вторгся в область племён «уруатри» (первое упоминание урартов). Ассирийцы нанесли им поражения в трёх битвах и захватили страны Химме, Уаткун (восточнее современного Джезирем ибн-Омара), Баргун, Салуа, Халила, Луха (около Гюзаль-шехр, юго-восточнее Аида), Нилипахри и Зингун (Зикуну, урартский Циукуни, район Адыльджеваза у озера Ван). 51 город урартов был разграблен и разрушен. Население покорённых стран было обложено данью. Кроме того, ассирийцы разрушили город Аринну и захватили область Муцру (вероятно, Мусасир), якобы «отпавшие от Ассирии».
В правление Салманасара I митаннийский царь Шаттуара II поднял антиассирийское восстание. Воспользовавшись отвлечением хеттских сил, поддерживавших Митанни на борьбу с Египтом, Салманасар предпринял поход против Митанни. Вначале ассирийская армия была окружена и отрезана от водных источников, но Салманасару всё же удалось вырваться из окружения и разгромить войско митаннийцев и вспомогательные отряды их союзников хеттов и арамеев. В своей надписи Салманасар сообщает о захвате девяти укреплённых митаннийских городов, в том числе и их столицы Вашшуканни и 180 малых поселений, а также о взятии в плен 14 400 (4 сароса) вражеских воинов, которых царь приказал ослепить. Продвижение ассирийского войска к Каркемишу ускорило заключение мира между хеттским царем Хаттусили III и египетским фараоном Рамсесом II, а также возобновление хетто-вавилонского союза. По совету Хаттусили III вавилонский царь Кадашман-Эллиль II даже вторгся на территорию Ассирии, но потерпел поражение.
Видимо, ближе к концу правления Салманасар I предпринял второй поход против племен Уруатри (Урарту) и прошёл с боями от границ Уруатри до Кадмухе (у верховьев Тигра). На захваченных территориях ассирийцы построили свои колонии.
Салманасар I перенёс свою резиденцию в основанный им город Кальху на берегу Тигра, напротив того места, где в него впадает Верхний Заб.